# Partula salifera
Partula salifera fue una especie de molusco gasterópodo de la familia Partulidae en el orden de los Stylommatophora.

## Distribución geográfica
Fue endémica de Islas Marianas del Norte y  posiblemente de Guam.